# Mastocitose
Mastocitose Sistêmica define um grupo de doenças caracterizadas pela infiltração, proliferação e acúmulo de mastócitos em vários tecidos e órgãos, como a pele. Os sintomas resultam, principalmente, na liberação dos mediadores e incluem prurido, rubor e dispepsia, decorrente de hipersecreção gástrica. O diagnóstico é feito por biópsia da pele, medula óssea ou ambas. O tratamento consiste na administração de anti-histamínicos e no controle de qualquer doença de base.
O subtipo mais frequente em crianças, especialmente do sexo masculino, é a urticária pigmentosa, que se caracteriza por lesões cutâneas que produzem prurido e inflamação ao contato, inclusive com ardor, como, por exemplo, uma queimadura produzida por fogo em alguns casos. Nos adultos a forma mais comum é a mastocitose sistêmica indolente, que afeta a pele e outros órgãos.
Os sintomas são variáveis, o mais frequente é o ardor na pele, sendo o mais raro ardor e vermelhidão em partes do corpo, tais como o rosto, as orelhas, as mãos, o nariz, as pálpebras, o peito e os pés. Em consequência, a dor similar a uma queimadura poderá surgir nesses locais previamente mencionados, como também em vários deles ao mesmo tempo. Existem outros sintomas associados a outros tipos de mastocitose, como diarreia e dor abdominal. Dessa forma, é necessário que tanto o paciente como o médico saibam distinguir os sintomas de caráter sistêmico nos órgãos internos, pois, embora esses muitas vezes não estejam relacionados com a mastocitose cutânea, podem existir situações em que sejam coincidentes à doença.
A maioria das mastocitoses dos adultos com lesões na pele têm um bom prognóstico. Apesar de não constituir uma alergia, seu tratamento médico costuma ser com anti-histamínico.
A mastocitose é uma doença definida pelo crescimento anormal e a acumulação de mastócitos. Na classificação da OMS de 2001, distinguiu-se entre processos bem próximos na pele (mastocitose cutânea) ou bem acumulados ao nível de outros tecidos - medula óssea e/ou outros órgãos extracutâneos, como nos ossos, fígado, baço ou gânglios linfáticos - (mastocitose sistêmica), atingindo 70% afetação óssea, com padrão osteolítico ou osteoblástico, seguida de 50% de hepatoesplenomegalia. A sintomatologia mais comum nestes é a afetação da pele por urticária pigmentosa (mais frequente na infância) ou telangiectasia macularis pertans (mais frequente em adultos). Os mastócitos podem estar enclausurados por muito tempo, com exames clínicos que provem, sendo os níveis de triptase o reflexo da carga tumoral. 
A mastocitose pode ser cutânea ou sistêmica.

## Mastocitose cutânea

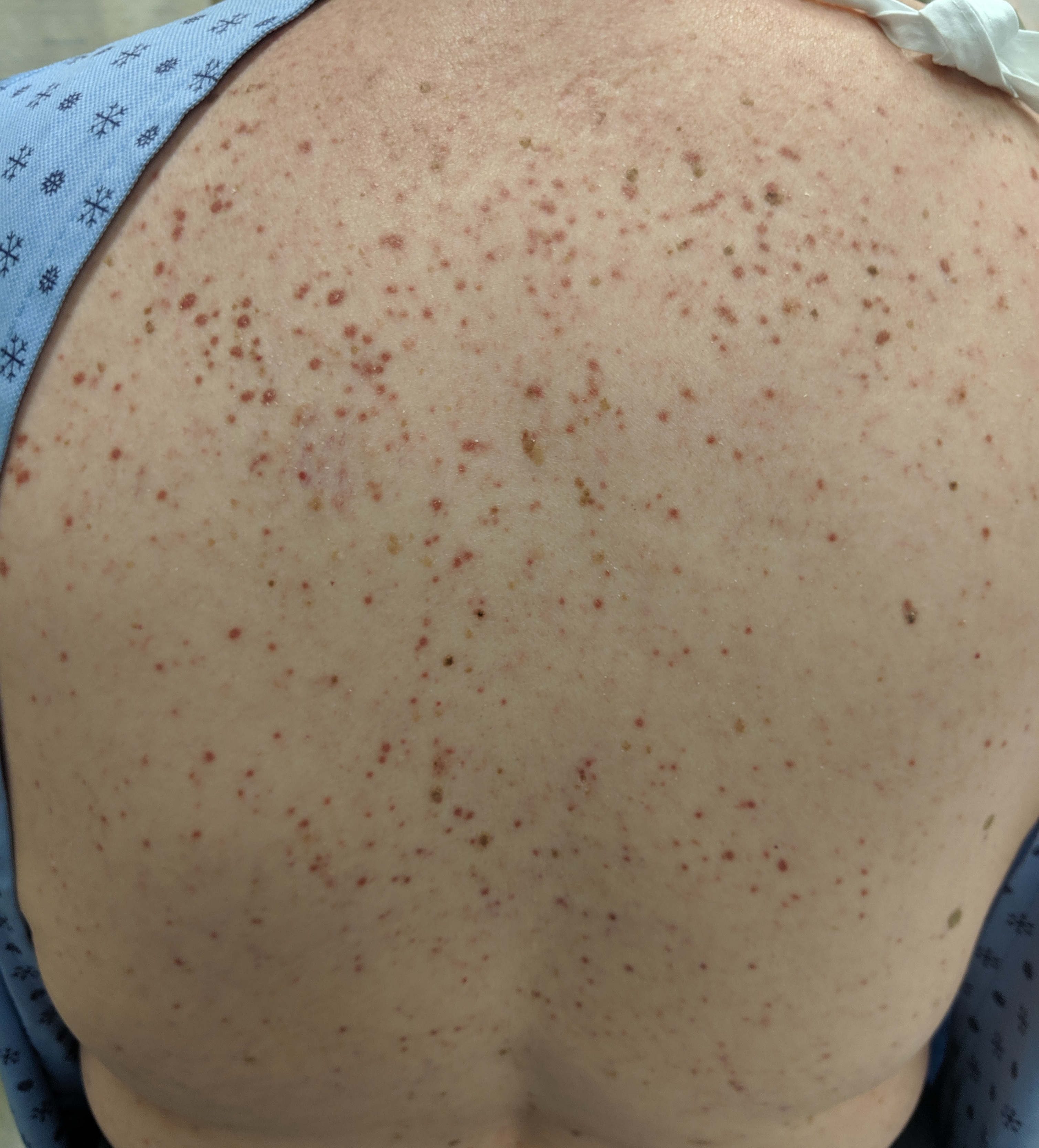
Um caso de mastocitose na pele

A mastocitose cutânea mais comum é a "mastocitose cutânea maculopapular" (MCM), anteriormente denominada "urticária pigmentosa papulosa" mais comum em crianças, embora também observada em adultos. Telangiectasia macularis eruptiva perstans (TMEP) é uma forma muito mais rara de mastocitose cutânea que afeta adultos. MCM TMEP podem fazer parte da mastocitose sistêmica indolente. Isso deve ser considerado se os pacientes desenvolverem quaisquer sintomas sistêmicos. 
Esta forma ocorre normalmente em crianças. A maioria dos pacientes apresenta urticária pigmentosa, uma lesão maculopapular de cor salmão ou marrom provocada por múltiplos conjuntos de pequenas células mastocíticas. Podem ocorrer lesões nodulares e placas. Menos comuns é a mastocitose cutânea difusa, representada por infiltração cutânea sem lesões discretas, e o mastocitoma que é uma grande coleção (1 a 5 cm) solitária de mastócitos. 
A erupção generalizada de mastocitose cutânea (tipo adulto) é o padrão mais comum de mastocitose apresentado ao dermatologista, sendo as lesões mais comuns máculas, pápulas ou nódulos disseminados na maior parte do corpo, mas especialmente na parte superior dos braços, pernas, e tronco. 
A mastocitose cutânea difusa tem envolvimento difuso no qual todo o tegumento pode ser espessado e infiltrado com mastócitos para produzir uma cor laranja peculiar, dando origem ao termo "homem laranja".  A mastocitose cutânea em crianças geralmente se apresenta no primeiro ano após o nascimento e, geralmente, desaparece durante a adolescência. 

## Mastocitose sistêmica
É mais comum em adultos e se caracteriza por lesões com múltiplos focos na medula óssea; envolve com frequência outros órgãos, sendo os mais comuns a pele, linfonodos, fígado, baço, ou o trato gastrointestinal. Os mastócitos se acumulam em vários tecidos e podem afetar órgãos onde os mastócitos normalmente não habitam, como fígado, baço e gânglios linfáticos e órgãos que têm populações normais, mas onde os números são aumentados. 
No intestino, pode se manifestar como enterocolite mastocítica. No entanto, os intervalos normais para contagem de mastócitos na mucosa do trato gastrointestinal não estão bem estabelecidos na literatura e dependem da localização exata (por exemplo, cólon direito versus esquerdo), sexo e populações de pacientes (como pacientes assintomáticos versus pacientes com diarreia crônica de etiologia desconhecida). Colorações quantitativas de mastócitos podem fornecer pouca informação diagnóstica, e mais estudos de pesquisa são necessários para determinar se a "enterocolite mastocítica" realmente representa uma entidade distinta. 
A mastocitose sistêmica classifica-se como: 
- Mastocitose indolente, sem disfunção de órgãos e com bom prognóstico
- Mastocitose associada a outras doenças hematológicas (p. ex., doenças mieloproliferativas, mielodisplasia, linfoma)
- Mastocitose agressiva, caracterizada pelo comprometimento das funções orgânicas
- Mastocitose leucêmica, com > 20% de mastócitos na medula óssea, sem lesões na pele, com falência de múltiplos órgãos e péssimo prognóstico. [8]

## Diagnóstico
O diagnóstico das diferentes formas cutâneas usualmente é clínico. O signo de Darier, caracterizado por vermelhidão da lesão com o atrito suave está usualmente presente e é altamente específico para esta entidade. A biopsia da pele contribui a confirmar o diagnóstico, ao evidenciar o infiltrado de mastócitos. A coloração de azul de toluidina e a imuno-histoquímica (triptase e CD117) são úteis para diferenciar os mastócitos de outras células com grânulos citoplasmáticos.   
Para o diagnóstico de mastocitose sistêmica é necessário evidenciar a hiperplasia mastocitária em outro tecido além da pele (medula óssea, trato gastrointestinal, fígado, baço e gânglios linfáticos). Também pode contribuir ao diagnóstico a determinação de altos níveis plasmáticos e urinários de histamina ou N-metil histamina e seus metabolitos, prostaglandinas D2, triptase e heparina.   
Os níveis destes metabólitos correlacionam-se com o grau sistêmico da doença e contribuem ao rastreamento do paciente. Os níveis de histamina ajudam a identificar meninos com risco de úlcera gastrointestinal. Os níveis urinários de histamina são mais sensíveis que a histamina sérica e se correlacionam ao grau de compromisso da medula óssea. Recentes estudos têm reportado que a determinação dos níveis de triptase são úteis no rastreamento dos pacientes com mastocitose sistêmica.   
Os níveis séricos de triptase na mastocitose cutânea é menor de 20 ng/ml na maioria dos casos. Os exames recomendados incluem hematologia completa, química sanguínea, enzimas hepáticas e níveis de mediadores de mastócitos (N-metil histamina ou triptase). Outros estudos de extensão para avaliar o compromisso sistêmico só é indicado aos pacientes que têm evidência clínica de compromisso sistêmico ou anormalidades em sangue periférico (anemia, trombócitopenia, leucopenia, leucocitose, eosinofilia, basofilia e em alguns casos mastócitos circulantes). Deve-se realizar biópsia da medula óssea para descartar a associação com doença hematológica.  

## Tratamento
Não há cura para a mastocitose, mas existem vários medicamentos para ajudar a tratar os sintomas. 
Os sintomas gerais das mastocitoses ocorrem com a degranulação dos mastócitos, pelo que é importantíssimo insistir ao paciente e a sua família sobre a necessidade de seguir os conselhos do Caderno de informação do paciente com mastocitose, evitando todas aquelas situações ou substâncias reconhecidas como indutores desta degranulação mastocitária.  
- Para a mastocitose cutânea, bloqueadores H1 e possivelmente psorelênicos com luz ultravioleta ou corticoides tópicos
- Para a mastocitose sistêmica, bloqueadores H1 e H2 e algumas vezes cromolina
- Nas formas agressivas, alfa-2b-interferona, corticoides ou esplenectomia

### Mastocitose cutânea
Os bloqueadores H1 são eficazes na eliminação dos sintomas. Crianças com as formas cutâneas não precisam de tratamento adicional, porque há remissão espontânea na maioria dos casos. Já os adultos com as formas cutâneas podem ser tratados com psoraleno mais luz ultravioleta, ou com corticoides tópicos, 1 a 2 vezes/dia. O mastocitoma geralmente involui espontaneamente e não necessita de tratamento.
As formas cutâneas raramente progridem para doença sistêmica em crianças, mas isso pode ocorrer em adultos.

### Mastocitose sistêmica
Todos os pacientes devem ser tratados com bloqueadores H1 e H2 e devem levar uma seringa pré-preenchida com adrenalina autoinjetável. O ácido acetilsalicílico controla o rubor, mas pode aumentar a produção de leucotrienos, os quais podem contribuir para sintomas relacionados aos mastócitos; por isso, não deve ser administrado a crianças em vista do risco de síndrome de Reye.
A administração de 200 mg de cromolina VO, 4 vezes/dia (100 mg, 4 vezes/dia, para crianças de 2 a 12 anos de idade; não exceder 40 mg/kg/dia), pode auxiliar prevenindo a desgranulação dos mastócitos. A administração de cetotifeno, 2 a 4 mg VO, 2 vezes/dia, é pouco eficaz. Nenhum tratamento consegue reduzir a quantidade de mastócitos nos tecidos.
A administração de 4 milhões de unidades de alfa-2b-interferona SC, 1 vez/semana, até o máximo de 3 milhões de unidades/dia induz a regressão das lesões na medula óssea em pacientes que apresentam as formas agressivas. Pode ser necessária a administração de corticoides (p. ex., 40 a 60 mg de prednisona VO, 1 vez/dia, por 2 a 3 semanas). A esplenectomia pode aumentar a sobrevida nas formas agressivas.
Fármacos citotóxicos (p. ex., daunomicina, etoposida, 6-mercaptopurina) podem ser indicadas no tratamento de leucemia por mastócitos, mas sua eficácia não está comprovada. O uso de imatinibe (inibidor do receptor de tirosinoquinase) pode ser útil em alguns pacientes, mas é ineficaz naqueles com mutação D816V c-kit. Encontra-se atualmente em estudo a midostaurina (a 2ª geração dos inibidores dos receptores da tirosinoquinase).

### Terapia anti-mediador
- Os anti-histamínicos bloqueiam os receptores direcionados pela histamina liberada pelos mastócitos. Ambos os bloqueadores H 1 e H 2 podem ser úteis, muitas vezes em combinação. [10]
- Os antagonistas dos leucotrienos bloqueiam os receptores direcionados pelos leucotrienos liberados pelos mastócitos. [10]
- Os estabilizadores de mastócitos ajudam a impedir que os mastócitos liberem seu conteúdo químico. O ácido cromoglicico é o único medicamento especificamente aprovado pelo FDA para o tratamento da mastocitose. O cetotifeno está disponível no Canadá e na Europa e, mais recentemente, nos Estados Unidos. Também está disponível na forma de colírio (Zaditor). [10]
- Os inibidores da bomba de prótons ajudam a reduzir a produção de ácido gástrico, que costuma aumentar em pacientes com mastocitose. O excesso de ácido gástrico pode prejudicar o estômago, o esôfago e o intestino delgado. [10]
- A epinefrina contrai os vasos sanguíneos e abre as vias aéreas para manter a circulação e a ventilação adequadas quando a degranulação excessiva dos mastócitos causa anafilaxia. [10]
- O salbutamol e outros beta-2 agonistas abrem as vias aéreas que podem se contrair na presença de histamina. [10]
- Os corticosteróides podem ser usados topicamente, inalados ou sistemicamente para reduzir a inflamação associada à mastocitose.
- Drogas para prevenir/tratar a osteoporose incluem Cálcio-Vitamina D, bisfosfonatos e, em casos raros, inibidores de RANK-L. [10]

Os antidepressivos são uma ferramenta importante e muitas vezes negligenciada no tratamento da mastocitose. Depressão e outros sintomas neurológicos foram observados na mastocitose.  Alguns antidepressivos, como doxepina e mirtazapina, são anti-histamínicos potentes e podem ajudar a aliviar sintomas físicos e cognitivos. 

### Terapia citorredutora
Em casos de mastocitose sistêmica avançada ou casos raros de mastocitose sistêmica indolente com sintomas muito incômodos, a terapia citorredutora pode ser indicada. 
- Alfa-interferon . Dado como injeções subcutâneas. Os efeitos colaterais incluem fadiga e sintomas semelhantes aos da gripe. [11]
- Cladribina (CdA). Quimioterapia que é administrada como injeções subcutâneas. Os efeitos colaterais incluem imunodeficiência e infecções. [11]
- Inibidores de tirosina quinase (TKI) [11]
  - Midostaurina. TKI agindo em várias tirosina quinases diferentes, aprovado pela FDA e EMA (Agência de Medicina Europeia) para mastocitose avançada.
  - Imatinibe . Pode ter efeito em casos raros sem mutação em KIT(D816V).
  - Masitinibe. Está sendo testado em ensaios. Não aprovado..
  - Midostaurina - 60% respondem.
  - Avapritinib em ensaios; atualmente sendo testado, mas mostrando promessa na redução dos níveis de triptase.  [11]

O transplante alogênico de células-tronco tem sido usado em casos raros de mastocitose sistêmica agressiva em pacientes considerados aptos para o procedimento. 

## Estímulos físicos
- Exercícios
- Atrito da pele
- Banhos quentes ou frios (mudanças extremas de temperatura)
- Bebidas quentes, comidas picantes e álcool
- O tratamento com luz ultravioleta pode aliviar os sintomas da pele, mas pode aumentar o risco de câncer de pele. [12]

## Fármacos
- Aspirina
- AINE
- Codeína
- Morfina
- Relaxantes musculares
- Polimixina B
- Tiamina
- Quinina
- Tubocuramina
- Escopolamina
- Procaína
- Opiáceos

## Outras situações ou substâncias que poderiam desencadear a doença
- Raios X
- Polímeros de alto peso molecular endovenosos (dextrano)
- Estresse emocional
- Toxinas bacterianas
- Picadas de medusa e insetos (mosquitos,vespas e abelhas)
- Ingestão de caranguejo e lagosta
- Ascaris

## Anti-histamínicos usados para tratar as mastocitose
O tratamento médico das mastocitose é sintomático e não muda o curso da doença, ainda que se reportaram casos nos que a doença se cura em meninos ou adultos sem aviso prévio nem medicamento algum. Os anti-histamínicos H1 não sedativos, se administra com o objetivo de melhorar o prurido, as crises de vermelhidão, o edema, o mau estado geral, a dor abdominal e o desenvolvimento de bolhas. Os pacientes com prurido severo, crise de vermelhidão e bolhas também são beneficiados da administração de anti-histamínicos H1 sedativos, como hidroxicina ou doxepina. Os anti-histamínicos H2 são utilizados, tanto para bloquear os receptores cutâneos para os H2 que existem na pele, como também para tratar os sintomas gastrointestinais, sobretudo gastrite e úlcera péptica. Os pacientes com reações anafilácticas de repetição devem realizar uma profilaxia mediante a tomada regular de anti-histamínicos H1 e H2.
Nos pacientes sintomáticos os fármacos de eleição são os anti-histamínicos H1 e H2, que são efetivos numa grande maioria de casos conseguindo redução do prurido, do dermografismo, da formação de bolhas e da sintomatologia geral. Os novos anti-histamínicos H1 têm a vantagem de não causar sonolência. A pauta mais utilizada é a associação entre um anti-histamínico H1, geralmente não sedativa, e a cimetidina(30mg/kg/dia).
Também podem ser eficazes os estabilizadores dos mastócitos, como o cromoglicato disódico (20 mg por dia em quatro doses até os 2 anos, 100 mg a cada 6 horas em meninos maiores de 2 anos e 200 mg a cada 6 horas em adolescentes e adultos ) ou o ketotifeno (0.5 mg a cada 12 horas até os 3 anos e 1 mg a cada 12 horas em meninos maiores de 3 anos).